# Гювен, Седа
Седа́ Гюве́н (тур. Seda Güven; род. 28 августа 1984 года, Измир) — турецкая актриса и модель.

## Биография
Седа родилась в 1984 году в Измире, есть брат. Седа работала в модельном агентстве, решив сниматься в рекламе и работать как фотомодель,  к тому же она училась на дизайнера одежды в университете «Халич». Однако в 2002 году вместо рекламы она получила роль в кино. Известность Седе принесла роль Эды в сериале «Не могу сказать прощай». Затем была роль роли Мельтем в сериале «В чём вина Фатмагюль?», в котором играли такие известные актёры,  как Берен Саат и Энгин Акюрек. Российским зрителям Седа известна по сериалу «Курт Сеит и Александра», в котором она сыграла Тину, сестру главной героини Шуры, роль которой исполнила актриса Фарах Зейнеп Абдуллах.

## Личная жизнь
17 ноября 2014 года Седа вышла замуж за певца и актёра Керемджема Дюрюка;  23 августа 2015 года супруги развелись. С сентября 2015 года Седа встречается с актёром Онуром Туна. 21 июня 2019 года состоялась свадьба актрисы  с бизнесменом Али Гюзелем.

## Фильмография
| Год       |   | Русское название       | Оригинальное название | Роль                 |
| --------- | - | ---------------------- | --------------------- | -------------------- |
| 2002      | с | Хлебные крошки         | Ekmek Teknesi         | Шале                 |
| 2005      | с | Огненная земля         | Atesli topraklar      | Алев                 |
| 2007      | с | Не могу сказать прощай | Elveda Derken         | Эда                  |
| 2008      | с | Один за всех           | Hepimiz Birimiz İçin  | Зейнеп               |
| 2010—2012 | с | В чём вина Фатмагюль?  | Fatmagül'ün Suçu Ne?  | Мельтем              |
| 2012—2013 | с | Здравствуй, жизнь      | Merhaba Hayat         | Нил                  |
| 2014      | с | Курт Сеит и Александра | Kurt Seyit ve Şura    | Валентина Верженская |
| 2014      | ф | Зелье                  | Iksir                 | Шенай                |
| 2014—2015 | с | На жизненном пути      | Hayat Yolunda         | Эбру                 |
| 2015      | ф | С глаз долой           | Git Başımdan          | Рейхан               |
| 2016      | с | Любовь любит ложь      | Aşk Yalanı Sever      | Гонжа                |
| 2016      | ф | Это был я?             | Oldu mu Şimdi         | Лара                 |
| 2017      | с | Светлячок              | Atesböcegi            | Илайда               |